# 450 p.n.e.
| [ Edytuj tabelę ] |                                                                            |
| Władca Chin       | - 469 p.n.e. Zhendingwang 441 p.n.e.                                       |
| Król Epiru        | - 480 p.n.e. Admetos 450 p.n.e.                                            |
| Król Kartaginy    | - 480 p.n.e. Hannon 440 p.n.e.                                             |
| Król Macedonii    | - 454 p.n.e. Alketas II 448 p.n.e.                                         |
| Władca Persji     | - 465 p.n.e. Artakserkses I 424 p.n.e.                                     |
| Król Sparty       | - 459 p.n.e. Plejstoanaks 409 p.n.e. - 469 p.n.e. Archidamos II 427 p.n.e. |
| Król Sydonu       | - 450 p.n.e. Baalszalim 426 p.n.e.                                         |
| Król Syngalezów   | - 454 p.n.e. Tissa 437 p.n.e.                                              |
| Król Tracji       | - 480 p.n.e. Teres I 445 p.n.e.                                            |

Rok 450 p.n.e.
stulecia: VI wiek p.n.e. ~
V wiek p.n.e. ~
IV wiek p.n.e.

lata: 460 p.n.e. «
454 p.n.e. «
453 p.n.e. «
452 p.n.e. «
451 p.n.e. «
450 p.n.e. »
449 p.n.e. »
448 p.n.e. »
447 p.n.e. »
446 p.n.e. »
440 p.n.e.

## Wydarzenia
Europa
- Ateny odwiedził po raz pierwszy sofista Protagoras (data sporna lub przybliżona)
- w Rzymie decemwirowie skodyfikowali prawo rzymskie (Prawo XII Tablic)
- Grecy pokonali Persów w ostatnim starciu II wojny perskiej w bitwie pod Famagustą
- Wojna Syrakuz z Sykulami: miała miejsce bitwa pod Naome

Afryka
- wybuch wulkanu Kamerun zaobserwowany przez kartagińskich żeglarzy

## Urodzili się
- Alkibiades, ateński polityk.

## Zmarli
- Admetos z Epiru